# 張凱雅
張凱雅（1971年8月23日—）是台灣爵士鋼琴家、編曲家、配樂家與教育推廣工作者，出生於臺南市。其經營「啟彬與凱雅的爵士棧」網站。張凱雅也是台北市國際爵士樂教育推廣協會之總監，籌劃台北國際爵士音樂營與台北國際爵士音樂節。

## 個人經歷
四歲開始學習鋼琴。台南家專音樂科鋼琴主修畢業，在校副修大提琴。1991年插班考上中國文化大學音樂系西樂組，將大提琴改為主修，惟仍持續古典鋼琴的學習，並為鋼琴伴奏及臺北工專管樂團指導老師暨指揮、華岡合唱團鋼琴伴奏等。期間于校外為專輯歌手如謝宇威、雷光夏、紀淑玲等錄音演奏，並于不同熱門樂團中擔任鍵盤手與錄音室鋼琴手，前後參與了童安格國父紀念館演唱會暨全省巡迴演唱會、水晶唱片與中國時報系合辦「女人在唱歌」台北國際會議中心演唱會、水晶唱片「陪你長大」台大視聽小劇場演唱會、華視《今宵花月夜》專屬樂團樂手等等多場演出。 
1997年考入比利時荷語布魯塞爾皇家音樂院五年制爵士及流行音樂系，跟隨爵士鋼琴家迪得力克威索斯（Diederik Wissels）與娜坦莉羅希爾（Nathalie Loriers），主修爵士鋼琴，並與彼得凡馬勒（Peter Van Marle）學習拉丁鋼琴，亦參與法國爵士鋼琴家Martial Solal、Daniel Goyone及巴拿馬鋼琴家Danilo Perez等的大師班。亦參與向融合爵士團體Yellowjackets致敬的樂團，擔綱鍵盤手。1999年受邀與純正古巴音樂家之拉丁樂團合作，於比利時當地演出及錄音，為該團兩位非古巴人之一。1999年底與布魯塞爾爵士五重奏（現更名為「啟彬與凱雅的爵士樂團」）回台巡迴演奏，擔任鍵盤、鋼琴手及作曲的角色。目前率領自己的爵士鋼琴三重奏，以及拉丁爵士五重奏，寫作並演出自身創作。2002年六月，正式自布魯塞爾皇家音樂院畢業，取得演奏碩士學位，主修爵士鋼琴，副修拉丁鋼琴。
2002年正式回國之後，出版六張專輯，並活躍於表演與教育領域。

## 演出經歷
- 1995-1997年：曾擔任諸多錄音及樂團鍵盤手，並參與多場演唱會如童安格國父紀念館演唱會暨全省巡迴、水晶唱片與中國時報系合辦「女人在唱歌」國際會議中心演唱會、水晶唱片「陪你長大」台大視聽小劇場演唱會、以及華視「今宵花月夜」專屬樂團樂手等等多場演出

- 1997-2002年：於比利時參加各類樂風爵士樂團演出，另尚有「The Music Of Yellowjackets」、拉丁爵士五重奏等

- 1999年：隨布魯塞爾五重奏回台參與「千禧心、萬里情」音樂會巡迴，於台北、新竹、台中演出三場

- 2001年：於比利時布魯塞爾當地參加由古巴樂手組成之非洲古巴樂團，並於當地Pub演出

- 2002-2004年：「啟彬與凱雅的二重奏」十月開始於台北「藍調」固定演出

- 2002-2005年：「啟彬與凱雅的二重奏」十一月開始於台北「台大迴廊」定期推出長達三年，六十場完全不同主題的爵士樂解說式音樂會

- 2003年：第三屆淡水水岸爵士音樂節

- 2003年：以「啟彬與凱雅的二重奏—台灣新爵士」音樂會登上國家演奏廳舞台

- 2004五月年：IC之音「新竹之春」音樂節閉幕音樂會

- 2002年迄今：廣泛於全台各地演出，足跡遍佈台北、新竹、苗栗、台中、嘉義、台南等

- 2005年：啟彬與凱雅的二重奏代表台灣前往印尼參與「雅加達國際爪哇爵士音樂節」

- 2005年：「歌仔戲飆爵士」跨界玩創意演出，與唐美雲、劉文亮合作五場音樂會

- 2005年迄今：每年七月底於台北國際爵士音樂節演出

- 2006年：「啟彬與凱雅的二重奏」2006春天校園巡迴五場

- 2006年：台中爵士音樂節

- 2006年迄今：「啟彬與凱雅的五重奏」、「啟彬與凱雅的四重奏」定期演出並應邀於台北、台中、宜蘭等地演出

- 2007年：兩廳院夏日爵士派對系列之啟彬與凱雅四重奏「現代爵士」主題式音樂會國家實驗劇場演出

- 2007年：應邀與荷蘭女小號手薩絲琪亞拉若（Saskia Laroo）樂團於台北河岸留言、台南府城荷蘭日同台演出

- 2007年：台北愛樂室內合唱團「北國風情之夜」音樂會特邀演出（客席指揮：瑞典籍Fred Sjoberg）；以及啟彬與凱雅的二重奏首度應邀前往日本福岡演出，與瑞典爵士鋼琴家Lars Jansson Trio同台演出

- 2007年：「歌仔戲飆爵士」跨界音樂會重現再度於台北台中演出兩場

- 2012年：與以色列長笛家Hadar Noiberg演出

- 2012年：受邀前往以色列特拉維夫中華民國國慶酒會演出，並於海法Yanshuf Bar以及特拉維夫爵士樂俱樂部Shablul Jazz Club公演

- 2013年：與以色列長笛家Hadar Noiberg演出

- 2013年：與美國長號家Alan Ferber演出

- 2013年：於南非SAJE Jazz Festival、The Crypt Jazz Restaurant 以及開普敦大學演出

## 教學經歷
- 2000年迄今：專欄文章寫作散見於「啟彬與凱雅的爵士棧」（www.chipin-kaiya.com）、音樂年代、表演藝術、自由時報等報章雜誌

- 2002-2005年：任教於華岡藝校表演藝術科，教授畢業製作、舞台劇配樂、合唱訓練、節奏律動、樂理、鍵盤、當代音樂賞析等課程

- 2001年：於回國後經常應邀舉行爵士講座，如誠品音樂、輔大爵士鋼琴社、文化大學音樂系、北藝大傳統音樂系、543音樂站、山葉樂器、迴廊咖啡等

- 2004年：實踐大學台灣薩克斯風暑期研習營爵士樂師資

- 2004年迄今：台北國際爵士音樂營（TISJA）課程規劃暨師資，教授爵士鋼琴、和聲與曲式、樂團指導等

- 2004年：擔任加拿大名爵士鋼琴家迪迪傑克森（D.D.Jackson）來台大師班講座助講人

- 1998-1999年：為音樂年代雜誌撰寫「不可遺漏之爵士鋼琴家」系列，並於網站中發表

- 2003-2004年：為表演藝術網路雜誌撰寫「爵士音樂芝麻開門」專欄

- 2005年迄今：任教於實踐大學，教授流行音樂探討（博雅學部）及爵士鋼琴（音樂系）課程

- 2005-2006年：台北國際百老匯歌舞劇夏令研習營（TISBA）師資

- 2005-2006年：富邦講堂之「歌舞劇Chicago 」、「歌舞劇Phatom of Opera 」、「歌舞劇West Side Story 」（3場）、「著魔的夜晚 — 音樂家的戀人絮語」（4場）系列講師

- 2005年迄今：擔任台北市國際爵士樂教育推廣協會教育總監

- 2006年迄今：與台北市文化局及台北市國際爵士樂教育推廣協會推出十場「台北市民爵士樂欣賞講堂」（後更名為「大眾爵士樂欣賞講堂」），於每年春夏之交舉辦

- 2006年：文建會表演藝術校園巡迴爵士樂示範教學（台中、新竹、台南）

- 2007年：教育部高中音樂學科中心教師研習（東部、中部、北部、南部）、銘傳大學客座講師、功學社音樂講堂「跟著音樂去旅行」世界音樂講師、 Yamaha120 週年樂器大展爵士樂講座、中正高中音樂班、台南女中音樂班、台南一中、彰化高中音樂班等校爵士樂講座等

- 2007-2008年：策劃 TIJEPA2007~2008冬季爵士樂講座十場，主講內容涵蓋爵士鋼琴名家解析、從古典鋼琴轉換爵士鋼琴、創作理念對談等

## 錄音出版
- 2003年：《爵士台灣映象》，由上揚唱片發行。
- 2007年：《Mr. 比布》，由彗智唱片發行。
- 2009年：《記憶漫遊》，由彗智唱片發行。
- 2010年：《米米妹妹》，由彗智唱片發行。
- 2011年：《敲敲幸福的門》，由彗智唱片發行。
- 2012年：《JACK Project - Freedom Voyage》，由彗智唱片發行。

## 其它音樂作品
- 1994-1997年：國語演唱專輯如謝宇威《直到現在我還不明白是我唯一的藉口》、雷光夏《我是雷光夏》、紀淑玲《鵝眠山ｅ眠夢》專輯編曲及演奏

- 2000年：與謝啟彬共同為月眉育樂世界探索樂園（Yamay Resort）製作主題暨背景音樂

- 2002年：第一屆華岡藝校演藝科畢業公演歌舞劇《知了》全本歌曲與音樂創作，並於幼獅藝文中心公演三場

- 2003年：第二屆華岡藝校演藝科畢業公演歌舞劇《蒲公英》主題曲及配樂，並於台北市中山堂公演

- 2003年：歡喜扮戲團《台北發的尾班車》配樂，國家戲劇院實驗劇場演出

- 2003年：同黨劇團音樂劇《不想一個人寂寞》配樂與創作

- 2004年：無伴奏人聲重唱團體「神祕失控」首張同名專輯中 《Semiscon》作詞、作曲、編曲及製作

- 2013年：謝宇威《爵士唐詩》專輯之編曲、演奏及共同製作。

## 書籍出版
- 2009年《記憶漫遊專輯樂譜書》

- 2011年《音樂原來是這樣：音程的奧妙與魅力》，秀威資訊出版

- 2013年《經典爵士鋼琴大師的音樂世界》，秀威資訊出版

## 外部連結
- 啟彬與凱雅的爵士棧 （页面存档备份，存于）